# Festival Nacional de Jericos
O Festival Nacional de Jericos é um tradicional evento da cidade de Panelas, município localizado no agreste do estado de Pernambuco. A atração principal é uma corrida de jericos, denominação local do jumento.
A manifestação foi idealizado em 1973 pelo professor de Ensino Fundamental Luélcito Cintra com o objetivo de alertar as autoridades para a matança do animal, a festa é atualmente conhecida em toda região, sendo destaque na cidade. Nela é possível encontrar comidas típicas e artesanatos locais.
O evento ocorre anualmente em maio, durante as comemorações ao Dia do Trabalhador, e produz uma boa renda para a população local, devido a turistas de todo o estado que vem prestigiá-lo. Em 2007, a expectativa de visitação era de 130 mil pessoas.